# Žďár nad Sázavou (stacja kolejowa)
Žďár nad Sázavou – stacja kolejowa w miejscowości Zdziar nad Sazawą, w kraju Wysoczyna, w Czechach. Znajduje się na wysokości 585 m n.p.m.
Na stacji zatrzymują się wszystkie pociągi pasażerskie (pośpieszne, ekspresowe i pociągi osobowe).

## Linie kolejowe
- linia 250: Havlíčkův Brod - Brno - Kúty
- linia 251: Žďár nad Sázavou - Tišnov